# 塔里木马鹿
塔里木马鹿（学名：Cervus elaphus yarkandensis）也称叶尔羌马鹿、草湖鹿、南疆马鹿，一种分布于中华人民共和国新疆维吾尔自治区塔里木盆地的马鹿（Cervus elaphus）亚种，是马鹿中唯一生活于荒漠地带的一个亚种。

## 形态特征
塔里木马鹿体型中等，体躯较短。成年公鹿体高116～138厘米，体长118～138厘米，母鹿比公鹿略小。公鹿有角，角多为5～6个杈。全身毛色基本一致，夏季一般为沙褐色，冬毛沙灰色或灰白色，臀斑灰白色，周围绕有明显的黑带。具有黑褐色背线。

## 经济价值
塔里木马鹿具有较高的经济价值，其皮可以制革，肉可食用，鹿茸可入药。已大规模人工饲养。

## 保护
受塔里木盆地开发与人类经济活动加剧，致使塔里木马鹿分布区迅速退缩，野生种群数量日益减少。1972年，塔里木马鹿被世界自然保护联盟列为濒危物种载入红皮书。2021年塔里木马鹿野生种群被列入中国国家一级保护动物。